# トート・ヴァーシャールヘイ・レーカ
トート＝ヴァーシャールヘイ・レーカ（ハンガリー語: Tóth-Vásárhelyi Réka, 1975年7月27日 - ）、作家名:蓮華（レンカ）は、ハンガリーの工芸家、美術教師、国際的に有名なこけし職人、2015年に白石市で開かれた全日本こけしコンクールにて外国人初で受賞。続いて、2016年外国人初で最優秀賞受賞。こけし製作の近代的支流を代表する存在。

## 家族
父のトート＝ヴァーシャールヘイ・ヨージェフは建築家、母のトート＝ヴァーシャールヘイ・エーヴァは歴史教師。兄のマーテは考古学者で、映画業界で働いている。夫のシャーライ・サボルチは土建業エンジニアで、子どもはヴェーダ（2005年）とタラ・アダ（2013年）。母方の祖父は、ハンガリー初のサウンドフィルム音楽を担当したハーモニカ奏者トート＝ヴァーシャールヘイ・ヨージェフ。

## 学歴
1993年にセーチェニ・イシュトヴァーン高校を卒業し、2000年にエトヴェシュ・ロラーンド大学教員・幼稚園教育学部を卒業。2001年、ハンガリー・エゲルのエステルハージ・カーロイ教員養成大学で視覚教育の学位を取得。2002年から2004年まで文部科学省の研究者向けの奨学金を受け、神戸大学に留学。日本の美術教育の方法論を研究し、生け花、書道、水墨画、彫刻も身につける。木工芸は彫刻家の塚脇淳の元で習う。そこでこけしと出会う。2004年からブダペストのアトリエ・インテリアデザイン学校で学び、2007年からモホリ＝ナジ芸術大学（MOME）の大学院に進学し、美術教師とテキスタイルデザインの修士号を取得。2008年からリンツ芸術大学で代替芸術教育の博士課程に進学。

## 芸術活動

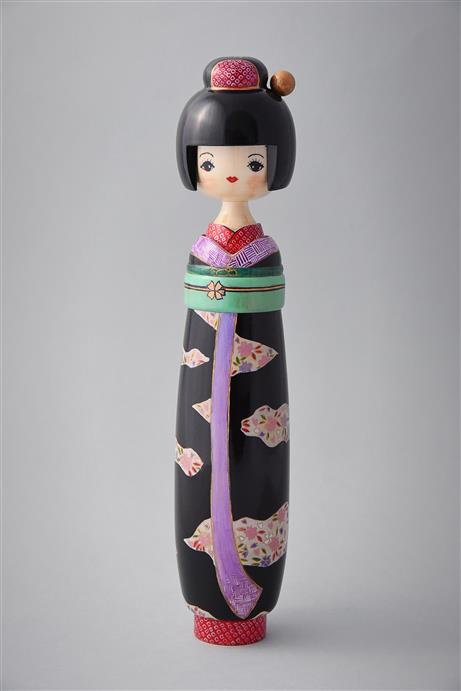
舞子(作成者、写真家:トート・ヴァーシャールヘイ・レーカ)

子供の頃、近所に日本人家族が住んでいて、両家族は共同生活していると言えるくらい仲がよかった。 このとき、日本文化に魅了され、以来、その魅力に引き込まれたという。大学卒業後は日本への留学を希望したが、体制転換当時には叶わず 、2002年から2004年にかけて日本の芸術奨学金を獲得し達成できた。
2009年、長女が生まれたときの育休中、皇室にやってきたコケシのサクラの冒険を語るハンガリー語・日本語の物語、『ふしぎなこけしのおはなし』を執筆。 主人公のこけしに対して関心が高まり、こけし人形を作り始めることになった。2011年のソンバトヘイ市に開かれた展示会のため8体のこけしを製作し、しばらくして190体を達成し、1年で1500体を作った。創作こけしでは、自分のスタイルを探し始め、独特の技法を開発できるようになった。光沢ラッカーを使っているので、普通のこけしよりずっとツヤがある。細部まで丁寧に模様を描き、人形の顔も個性的。高さが1メートルもある日本の人形に比べれば小さいが、ハンガリーには人形に適した木材がない。人形はさまざまな種類の木から作られ、ミズキ、カエデ、日本の桜の木の色と表面が最終的な仕上がりを決定する。 日本の木材はこけしを作るのに使いやすい。油分が多いため、乾燥が遅く、ひび割れが入りにくい特徴がある。最近は、日本から原料を購入している。絵付けは自身で行い、旋盤加工やニス塗りは別の人が担当している。 どの人形も個性的で、丁寧に作られた顔や装飾的な着物が特徴的。
木彫りの人形は、端正な黒髪、チャーミングで優しい白い顔、華やかな着物を着て、日本の女性美の理想を体現している。その装飾や描かれた模様は、季節と連動していることが多い。日本で、こけしのない家庭はまずないだろう。 形も大小さまざまで、円筒形や球形の少女像、武士像、僧侶像など、こけしの出身地ならではの特徴を持ったものがある。
日本文化において、こけしは美的な装飾品であるだけでなく、もっと深い意味と機能を伝えている。子供のおもちゃ、お土産、癒しのお守りとしても重要だった。中世以来、北日本のどの家庭にも少なくとも一体のこけしがあり、飢えや火事、病気から家族を守ってきた。つまり、日本人の伝統や信仰に欠かすことのできないもの。 これらを考慮すると、彼女の芸術活動全体にはシンボルが浸透していると言える。彼女の目的は、自分の作品をもって、人々の心を人生の自然でシンプル、消えていく、不完全な贈り物を愛し、尊重することに対して開けていくことである。彼女にとってシンボル、内なるメッセージ、インスピレーションを与える思考は重要なものである。木切れも情操を持ってくるので人形を作るとき、まず木の「魂」を見る。そして、シンボルの使用は日本の文化に不可欠なもので、季節の移り変わりとともに、食から衣服、生活のあらゆる場面で、季節の自然のシンボルに覆われる。彼女の人形に施された装飾も、それに合わせてデザインされているので、追加の意味が込められていて、一種の暗号のようなものである。人形を描きながら、こけしがその新しい家に平和と愛を広めるためにできるだけたくさんのマントラを唱える。ポジティブなメッセージを込めた名前を付けることが多い。

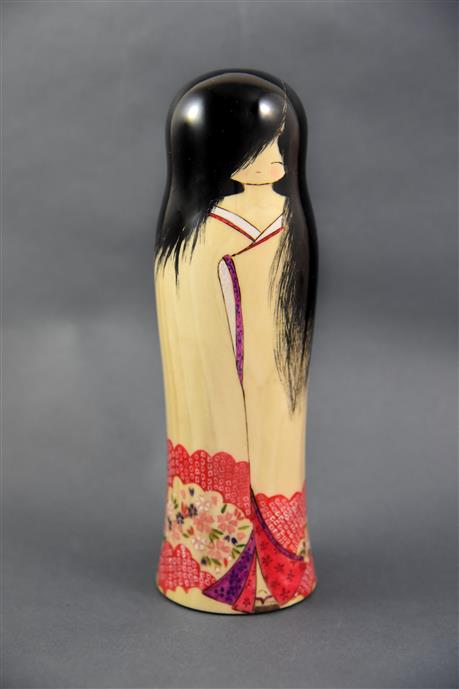
髪型の滝(作成者、写真家:トート・ヴァーシャールヘイ・レーカ)

2つの代表的なテーマの一つは、ハンガリーの民族衣装をこけしで紹介することで ある。これまでに54地域の衣装を描いてきたがまだまだたくさん残っている。 将来的に本のイラストとしても使用したいという。現代の環境と生活空間に伝統を盛り込むことを目指している。もう一つのテーマは、女性の運命を紹介することである。女性の色香の他に、すべてのもたらした、蓄積した苦痛とともに魂の素顔を見せようとすることである。 
両国の文化をこけしを通してさらに近づけることと、作品を通して人々の心を自然でシンプル、消えていく、不完全な生命の贈り物を愛し、尊敬することに対して 開けていくことはミッションであるという。

## 国際的な認知度までの道

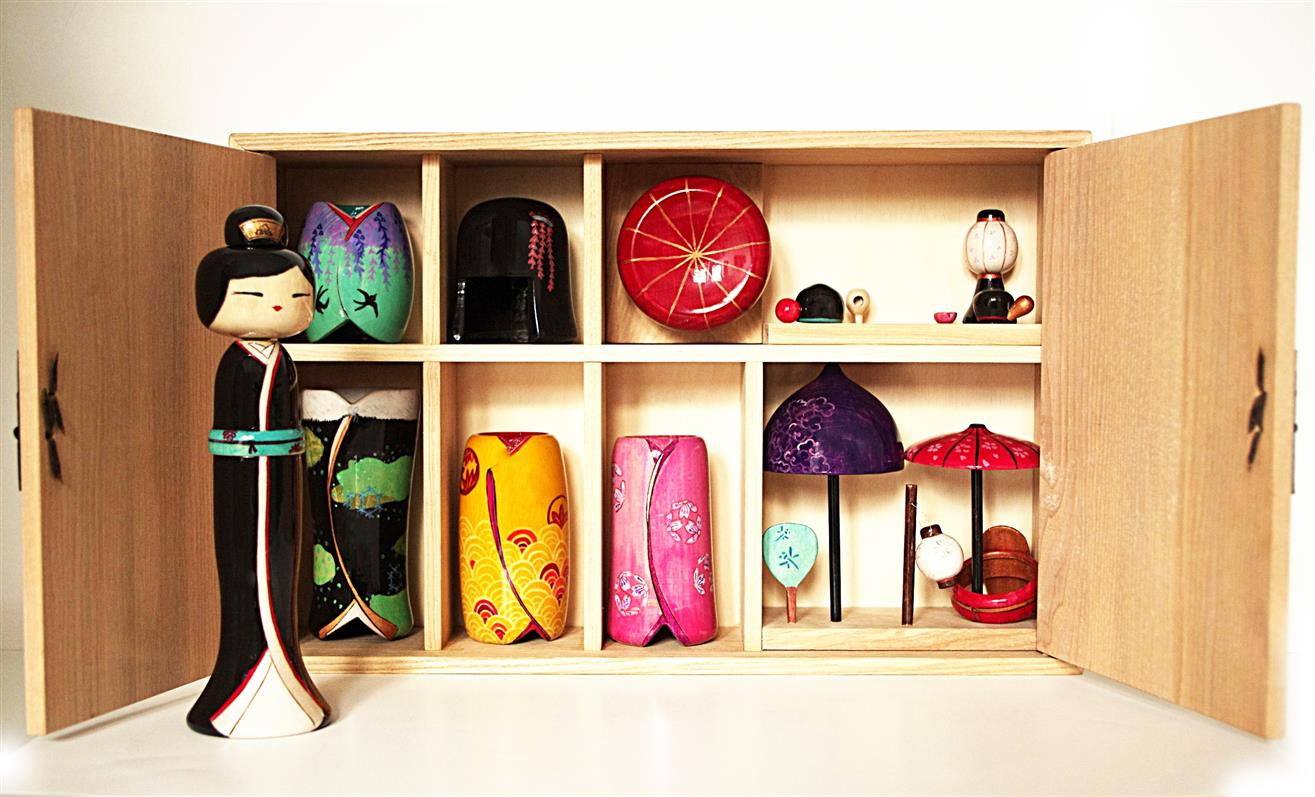
着せ替えこけし、箪笥付き(作成者、写真家:トート・ヴァーシャールヘイ・レーカ)

2015年に外国人出品者として初めて参加し、「かぐや姫」で宮城県知事賞を受賞した。 2016年に開かれた第58回全日本こけしコンクールにて2度目にも唯一の 外国人として出品、「着せ替えこけし」で創作こけし部の最優秀賞である経済産業大臣賞を受賞した。 受賞した作品は、その完璧な完成度に加え、クリエイティビティで審査員の注目を集めただろう。シデ、ブナとカエデを利用した作品にはこけし以外に丁寧に仕上げた17品目（着物、帽子、傘、提灯と団扇）が入る箪笥が付属している。こけしを季節や機会に合わせて着せ替えることと、様々なアクセサリーをつける発想がとてもユニークである。 外国人として初めて日本のこけし師匠の閉ざされた文化の輪に近づき、彼らの専門的な知識や工房の裏技を紹介され、受け入れられたということがジェニファー・マック・ダウエル、アメリカのこけし社会研究者によると、大規模に構築された男性優位の世界の中で、女性として、外国人として、「人類学の壁を突破することと見なすことができる」と述べられた。
2016年春、神道儀式に参加し、こけし師匠の祝福をもらう。同年、インドのレー市にてダライ・ラマ法王のカーラチャクラ儀式に参加。
第59回全日本こけしコンクールにて、「がらがらこけし」で海老名市長賞を受賞。同年、東京で開かれた全国近代こけし展にて「太鼓こけし」で佳作賞を受賞。2018年夏、同じ全国近代こけし展にて、「鶴と亀」で審査員特別賞を受賞した。
日本の師匠たちから信頼されるようになり、受賞後に渋皮の創作こけし展に招待され、そこで日本初の女性創作こけし師匠で、恩賜賞を受賞した青木蓼華と出会い、工房に招かれた。2017年に全日本こけしコンクールに加え、東京で開催される全国近代こけし展にも招待され、以後毎年のように展示している。2019年に、駐日ハンガリー大使館から依頼を受け、両国の外交関係樹立150周年を記念して、文化の違いと共通点を示す一対の人形を製作した。その後、大使館から日本の皇室を含む複数の著名人への記念品として贈られた。多数の日本にあるこけし美術館や大学で展覧会を開催している。2020年に、師匠の青木蓼華の90才の誕生日と、彼女の45才の誕生日に東京の巣鴨にあるとげぬき地蔵尊の展示室で駐日ハンガリー大使館主催の二人展を開催した。

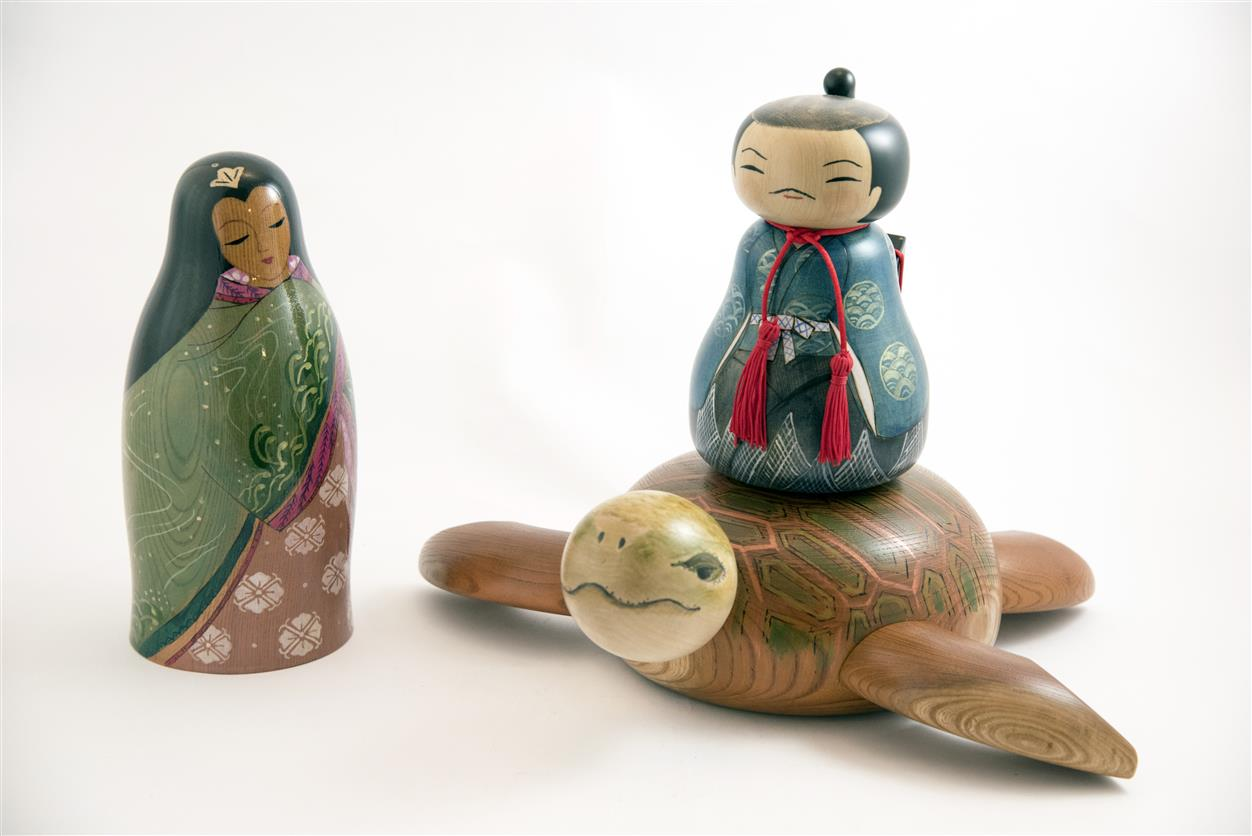
浦島太郎と亀(作成者、写真家:トート・ヴァーシャールヘイ・レーカ)

蓮華（レンカ）という作家名は青木蓼華に由来する。日本では習慣となっている、弟子が師匠の名前から一つの漢字をもらうが、彼女が「華」を受け継いだ。 その後、90才近い 師匠の青木蓼華が、100キロほどの半製品こけしの完成を彼女に依頼した。
2016年、ハンガリー創造芸術非営利法人（MANK）の製品品質評価により、すべての作品が応用芸術の最高品質カテゴリーに位置づけられ、すべての作品に認証番号が付与されることになった。 
こけしのブランド名は「かたがみこけし」(Katagami kokeshi)であり、これから、日本ではない木人形のブランド名はKAKOになった。2022年までに製作したこけしの数がすでに1万体を上回っている。
日本、ヨーロッパ、アメリカ、ハンガリーで数多くの展覧会で作品を展示し、こけしの伝統と歴史について講演している。

## その他の活動

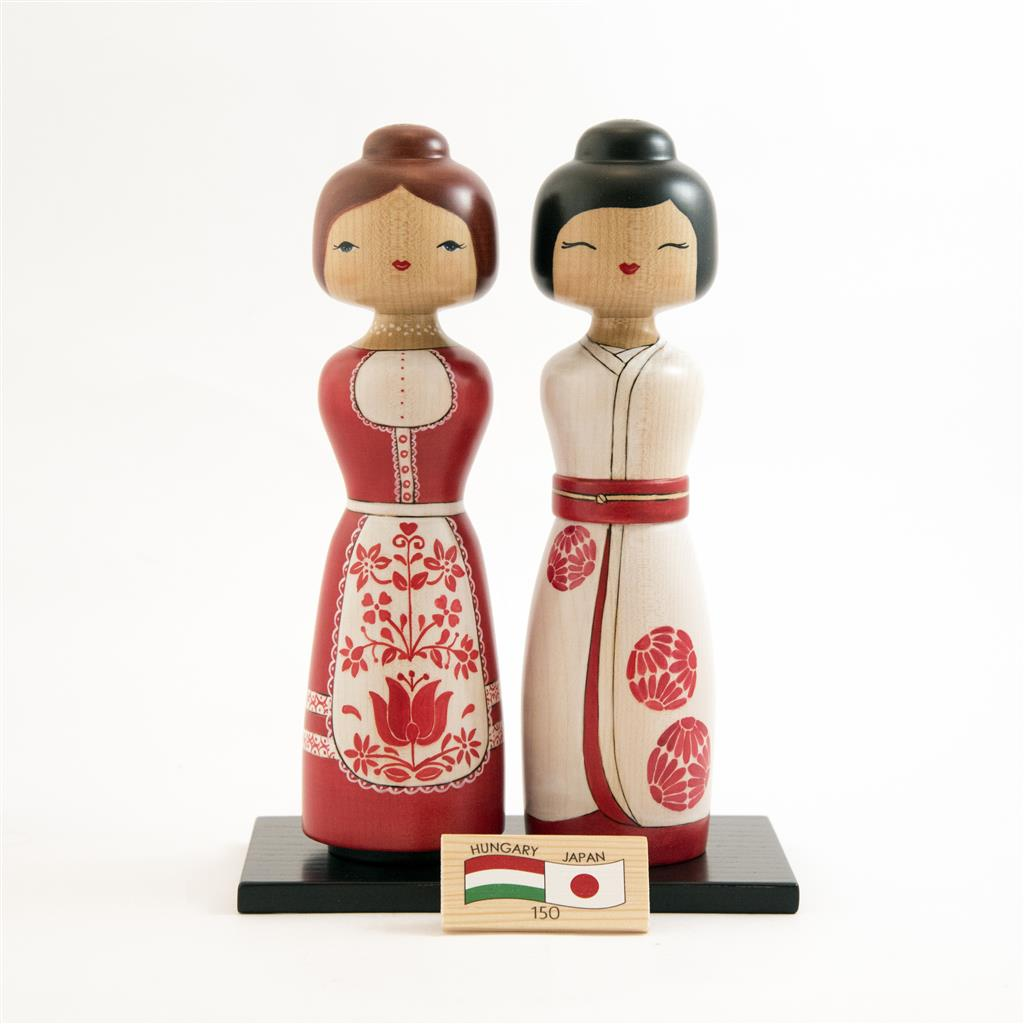
日本・ハンガリー外交関係樹立150周年の記念に製作されたこけし(作成者、写真家:トート・ヴァーシャールヘイ・レーカ)

ハンガリーのザラサーントー市にあるミラレパ・メディテーション・センターの装飾に参加した。インドのザングラ宮殿では、「ケーレシ・チョマ氏の部屋」に、悟りを開いて瞑想するケーレシ・チョマ・シャーンドルの記念像を製作した。 巡礼者のケーレシ・チョマ・シャーンドルの像とドルジェ・ロポンラマ層のナガワング・リンポチェの像を仏陀公園・ケーレシ・チョマ・シャーンドル記念公園に製作した。2019年に、日本・ハンガリー外交関係樹立150周年の記念品として、駐日ハンガリー大使館より、両国の関係を象徴する30組の木製カップルの製作を依頼された。 外交関係のこけしは日本の皇室を含む複数の著名人への記念品として贈られた。スズキ株式会社の鈴木修社長から直筆の感謝状が贈られた。
一時期はこけしのペンダントを作っていたが、服に飾ればもっと遊び心が出るのではと考えた。2018年、フェヘール・ベアトリックスとのコラボレーションにより、都会的でクールな衣装にチャーミングなこけし人形のコレクションが誕生した。こけしは、服やスカート、ジャケット、バッグ等の装飾品として登場する。
2000年からハンガリー日本友好協会の会員になっている。また、全国の美術教師協会とInSEAのメンバーでもあった。

## 受賞歴
- 2022年、第64回全日本こけしコンクール、白石市、山形市長賞
- 2019年、全国近代こけし展、東京、審査員特別賞
- 2019年、第61回全日本こけしコンクール、白石市、群馬県知事賞
- 2018年、全国近代こけし展、東京 審査員特別賞
- 2017年、全国近代こけし展、東京 佳作賞
- 2017年、第59回全日本こけしコンクール、白石市 海老名市長賞
- 2016年、第58回全日本こけしコンクール、白石市 経済産業大臣賞 (カテゴリーで1位、総合2位),
- 2016年、ハンガリー創造芸術非営利法人 (MANK) 製品品質評価により、すべての作品が応用芸術の最高品質カテゴリーに位置づけられる
- 2015年、第57回全日本こけしコンクール、白石市 宮城県知事賞、外国人初入賞

## 写真集
トート・ヴァーシャールヘイ・レーカの作品
- 能
- 歌舞伎
- 文楽
- 花に囲まれて
- 侍
- 菊

## 主な個展
- 2021年、津軽こけし館、黒石市
- 2020年、弥治郎こけし村、白石市
- 2020年、津軽こけし館、黒石市
- 2019年、駐日ハンガリー大使館、東京
- 2018年、「こけしの日本からのメッセージ」、B32ギャラリー、ブダペスト
- 2017年、文部科学省留学生向けのこけし展、在ハンガリー日本国大使館、ブダペスト
- 2014年、こけし展、Kokoka京都市国際交流会館、京都市
- 2004年、「日本との別れ、ハグ」里夢ギャラリー、神戸
- 2004年、「ハグ」、チョーク・イシュトバーン・ギャラリー、ブダペスト

## 主なグループ展
- 2021年、第27回 全国創作こけし美術展、渋川
- 2020年、「90–45」青木蓼華師匠との二人展、東京、巣鴨とげぬき地蔵尊
- 2019年、第26回 全国創作こけし美術展、渋川
- 2019年、全国近代こけし展示、小津ギャラリー、銀座、東京
- 2019年、第61回全日本こけしコンクール、白石
- 2018年、第25回 全国創作こけし美術展、渋川
- 2018年、「舞台裏の秘密」、劇場の内と外、ヴィガドー、ハンガリー 芸術アカデミー、ブダペスト
- 2018年、全国近代こけし展示、小津ギャラリー、銀座、東京
- 2018年、第60回全日本こけしコンクール、白石
- 2018年、ウッド・シンフォニー・ギャラリー、ロスアンゼルス
- 2018年、国際人形展、ジョール、ハンガリー
- 2017年、第24回 全国創作こけし美術展、渋川
- 2017年、全国近代こけし展示、小津ギャラリー、銀座、東京
- 2017年、チャイルドケア モナコ、展示会とオークション 、モナコ
- 2017年、第59回全日本こけしコンクール、白石
- 2017年、日本人形、儀式と遊び、デーリ博物館、デブレツェン、ハンガリー
- 2016年、ナーガ、象、鳥 ホップ・フェレンツ東アジア美術館、ブダペスト
- 2016年、第23回 全国創作こけし美術展、渋川
- 2016年、第58回全日本こけしコンクール、白石
- 2014年、武士と芸者、ヤヌス・パンノニウス博物館、ペーチ、ハンガリー
- 2013年、こけし展、ホップ・フェレンツ東アジア美術館、ブダペスト
- 2013年、武士と芸者、ホップ・フェレンツ東アジア美術館、ブダペスト
- 2012年、コラボレーション・ブック：生活体験に関する体系的な考察、INSEA展示、キプロス島
- 2009年、おとぎ話水彩画、スプラナテゥラ芸術基金、ブダペスト
- 2009年、シンプルとトランジエンス/わびさびのインスピレーション、ポルト、ポルトガル

## 出版物
- トート・ヴァーシャールヘイ・レーカ、ラーツ・イボヤ「こけし、日本の木製人形の世界」、ナプクート出版、2019年 ISBN 9789632638805
- トート・ヴァーシャールヘイ・レーカ:「光に向かっている根茎」、ナプクート出版、2012年 ISBN 9789632632704
- トート・ヴァーシャールヘイ・レーカ:「ふしぎなこけしのおはなし」、ナプクート出版、2009年 ISBN 9789632631011
- トート・ヴァーシャールヘイ・レーカ、タシ・カタ:「世界が物語る」、マジャール・ナプロ出版、2006年、ISBN 9639603376
- Tandori Dezső–トート・ヴァーシャールヘイ・レーカ「小石」、プリントX、ブダペスト、2004年 ISBN 9638654562 タンドリによる俳句の翻訳、トート・ヴァーシャールヘイ・レーカによる絵付き

## その他の情報
- こけしとの運命的な出会い トート・ヴァーシャールヘイ・レーカと日本の木製人形の制作 YouTube